# Осинский, Валериан Андреевич
Валериа́н Андре́евич Оси́нский (10 ноября 1852, Таганрог — 26 мая 1879, Киев) — русский революционер, народник, террорист.

## Биография
Родился в Таганроге в семье генерала. После окончания таганрогской гимназии поступил в Петербургский институт путей сообщения, в котором учился в 1871 — 1872 годах. Служил в земских учреждения в Ростове-на-Дону. С 1875 года — в революционном движении. Один из организаторов «Земли и Воли», возглавил Южный Исполнительный комитет.
Был организатором ряда террористических актов: против товарища прокурора Киевской судебной палаты М. М. Котляревского в Киеве 23 февраля 1878 года, жандармского штабс-ротмистра барона Г.Э. Гейкинга 24 мая 1878 также в Киеве.
25 января 1879 был арестован на улице в Киеве, пытался оказать сопротивление. Предстал перед судом вместе с Софьей Лешерн фон Герцфельд и Иннокентием Волошенко в Киевском окружном суде и 7 мая был приговорён к расстрелу. Император Александр II заменил расстрел на повешение. 14 мая 1879 года Осинский был казнен вместе с Л.К. Брандтнером и В.А. Свириденко на пустыре за тюрьмой (ныне Древлянская площадь на пересечении улиц Дегтярёвской и Древлянской). Тела казнённых были похоронены у подножия эшафота.

## Жены
С июня 1877 года — Мария Герасимовна (в девичестве Никольская), с которой венчался в Петербурге. Вскоре после брака Осинский уехал в Киев по делам, а жена была впоследствии сослана в Вологодскую губернию. С 1878 года гражданская жена — Софья Александровна Лешерн фон Герцфельд.

## Интересные факты
- 11 февраля 1879 года дом по ул. Жилянской, где собрались киевские социалисты-террористы, брали приступом полицейские под руководством тогда ещё капитана Г. П. Судейкина.
- Дело по обвинению В. А. Осинского, И. Ф. Волошенко, С. А. Лешерн фон Герцфельд слушалось с 7 по 13 мая 1879 года в Киевском военно-окружном суде. Всего трое подсудимых. Приговор: В. А. Осинского — к смертной казни через расстрел, С. А. Лешерн фон Герцфельд — к смертной казни через расстрел, И. Ф. Волошенко — 10 лет каторжных работ. В последующем С. А. Лешерн фон Герцфельд как женщину помиловали бессрочной каторгой.
- Приговорённые к смертной казни и казнённые с В. А. Осинским Л. К. Брандтнер и В. А. Свириденко проходили по другому делу — «Киевских бунтарей», процесс по которому прошёл раньше процесса Осинского — с 30 апреля по 4 мая 1879 года в Киевском военно-окружном суде. Всего в процессе «Киевских бунтарей» было 14 подсудимых.
- Прокурором на процессе Осинского и др. и «Киевских бунтарей» был тогда ещё полковник В.С. Стрельников.
- 12 мая 1879 года главный военный прокурор империи В. Д. Философов секретно уведомил временных генерал-губернаторов: Государь император, получив сведения, что некоторые из политических преступников, судившихся в Киеве военным судом, приговорены к смертной казни расстрелянием, изволил заметить, что в подобном случае соответственнее назначать повешение. О вышеизложенном имею честь сообщить вашему высокопревосходительству для руководства при конфирмации приговоров военных судов по делам сего рода.[2] В связи с этим В. А. Осинского, Л. К. Брандтнера и В. А. Свириденко не расстреляли, как приговорил суд, а повесили. С тех пор при императоре Александре II революционеров, приговорённых к смертной казни военными судами, стали вешать[3].
- В. А. Осинского высоко ценил и любил Лев Толстой[4].
- Осинский В. А. пользовался большим авторитетом в революционной среде. Один из представителей следующего поколения революционеров выбрал в качестве псевдонима его фамилию, что бывало очень редко. Большевик Валериан Валерианович Оболенский стал Н. Осинским.